# 34 Brygada Kawalerii Pancernej

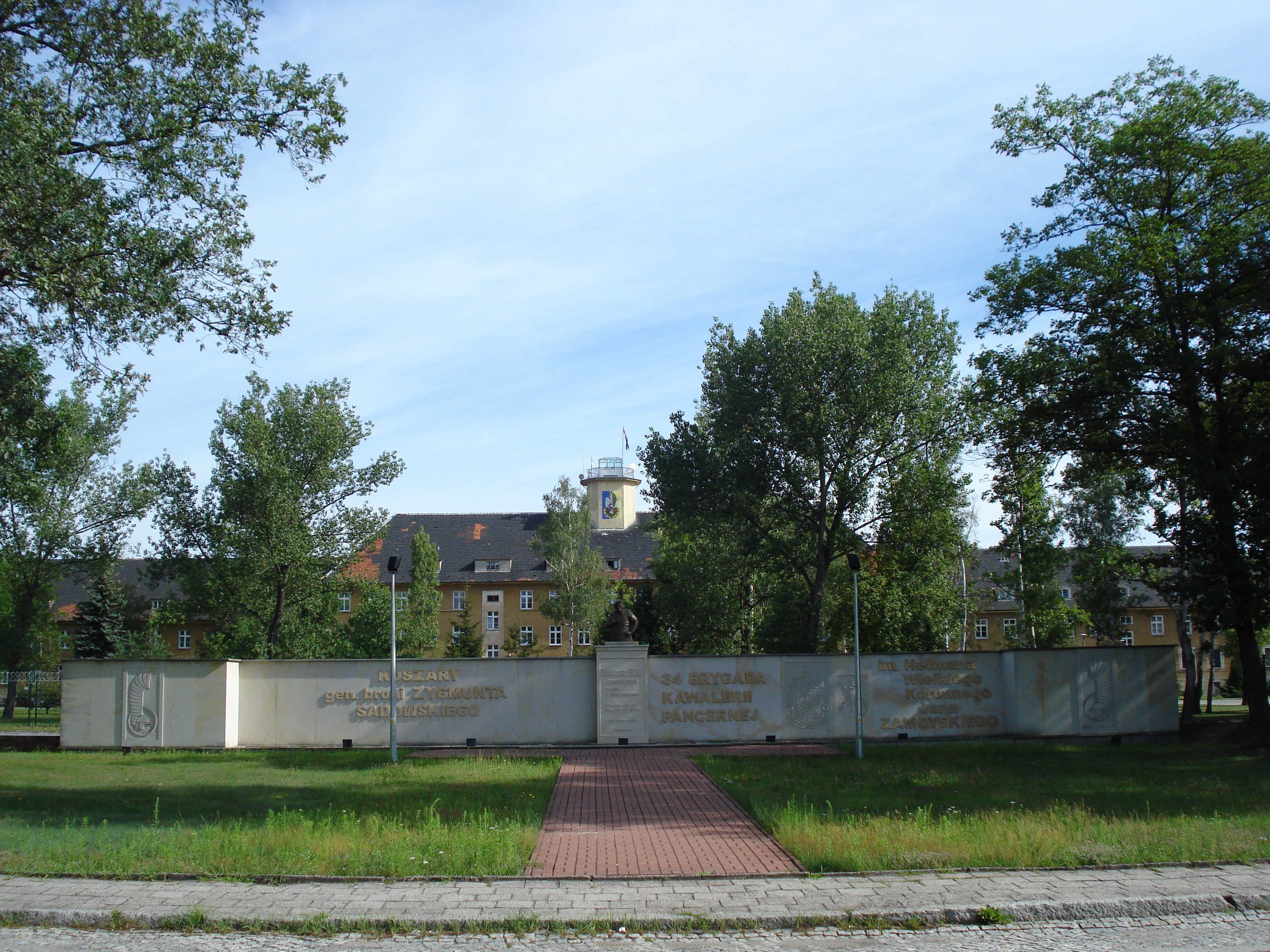
Koszary gen. broni Zygmunta Sadowskiego

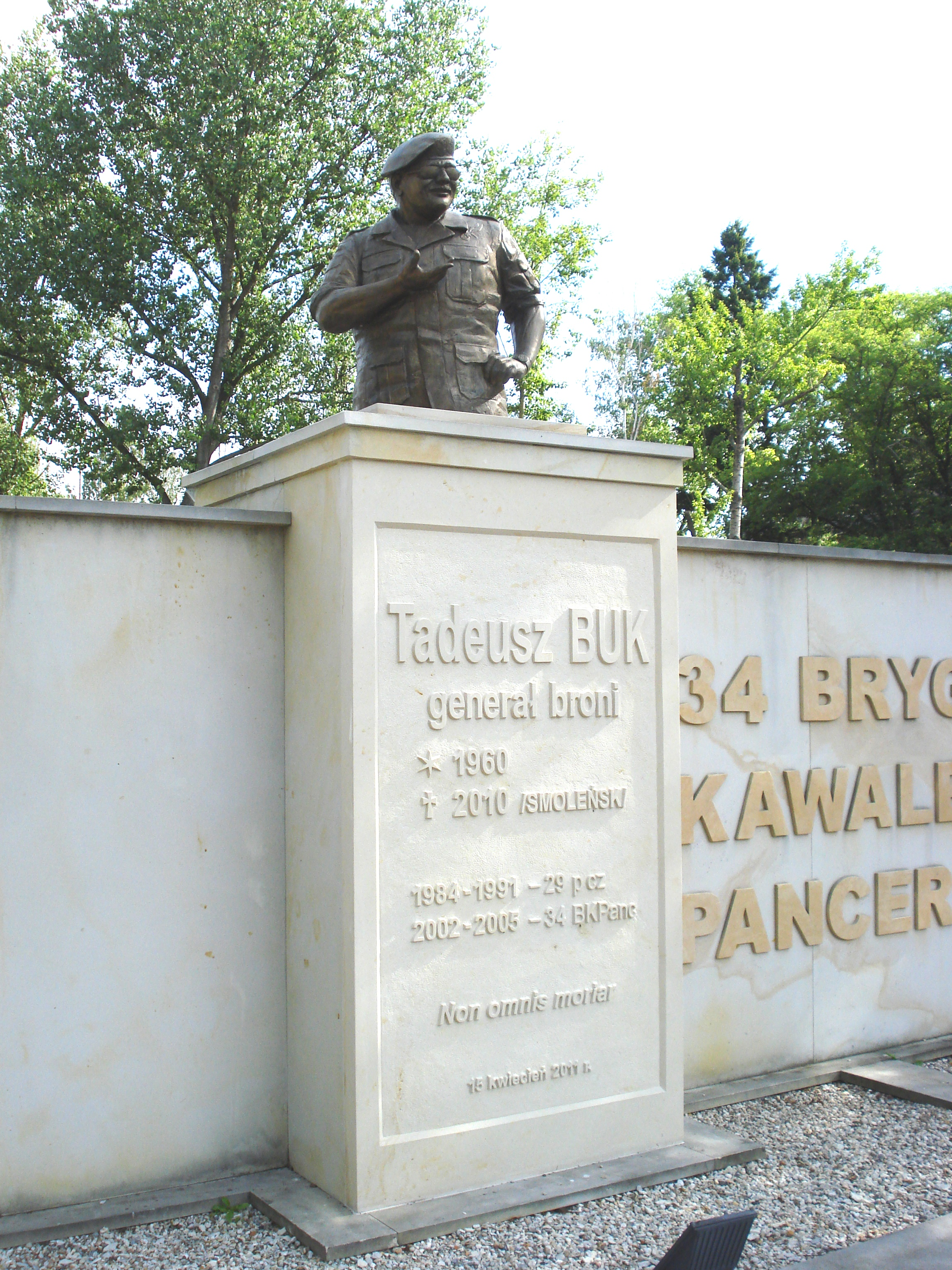
Pomnik gen. broni Tadeusza Buka

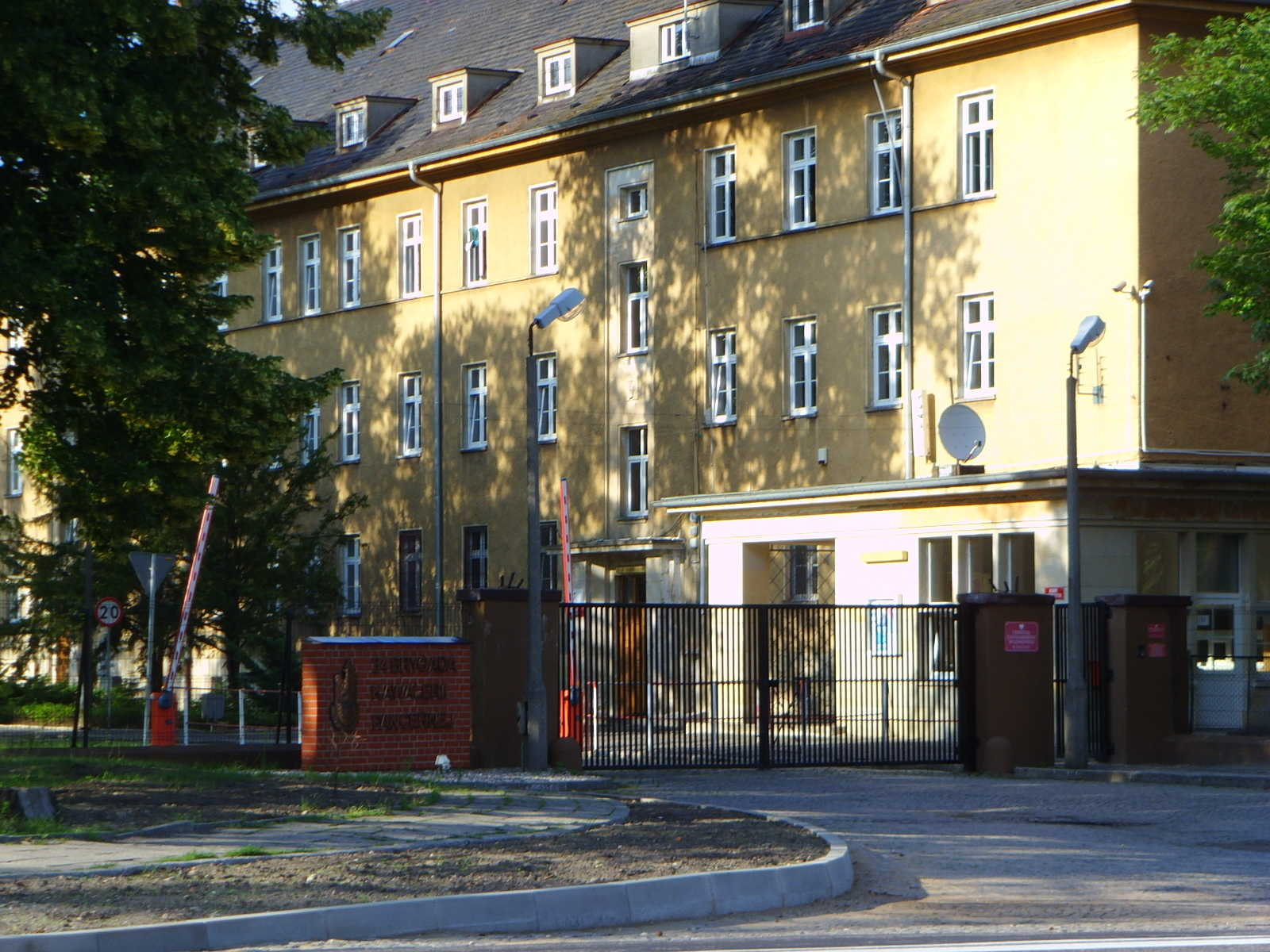
Koszary gen. broni Zygmunta Sadowskiego

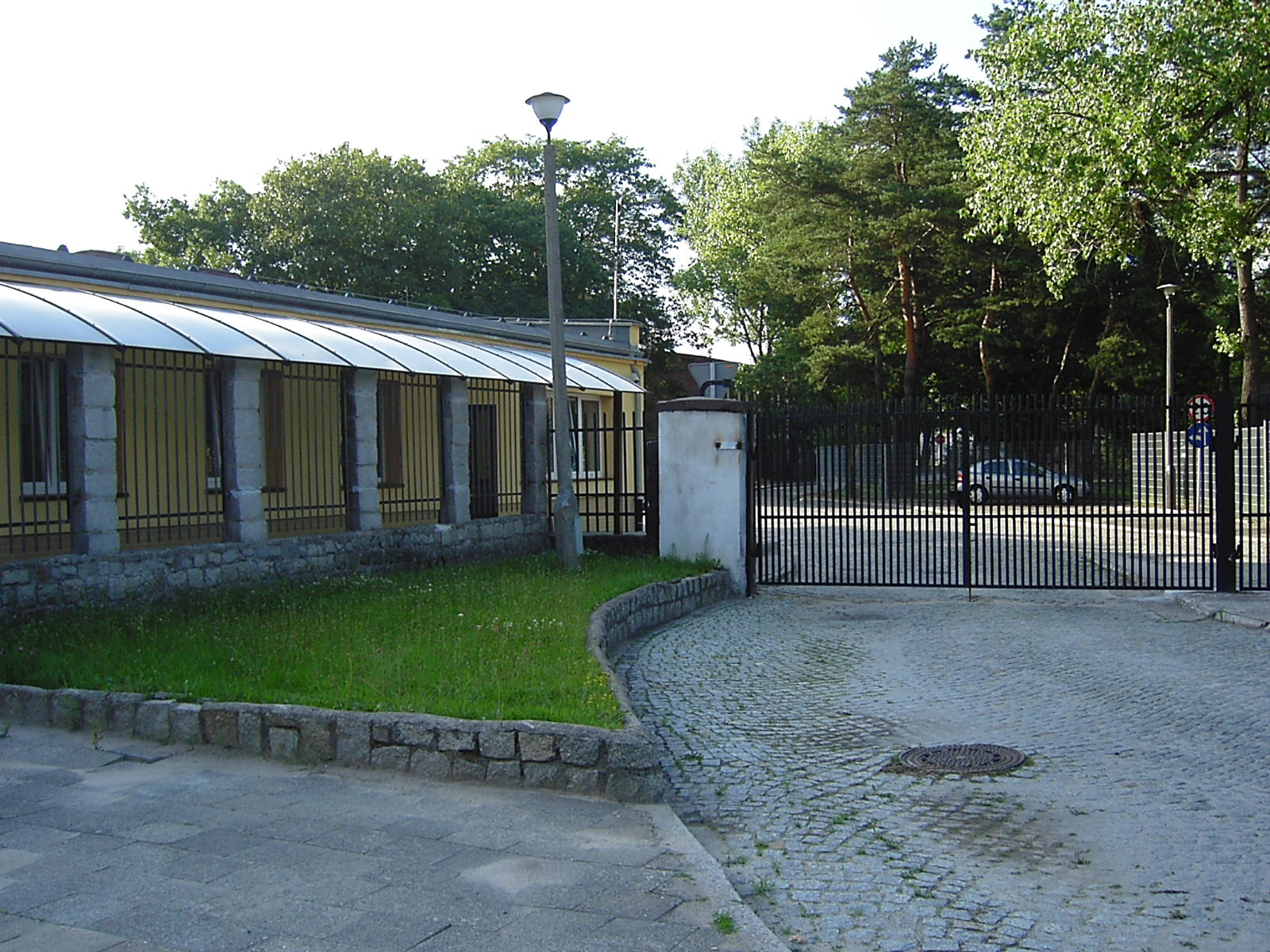
Koszary gen. broni Zygmunta Sadowskiego

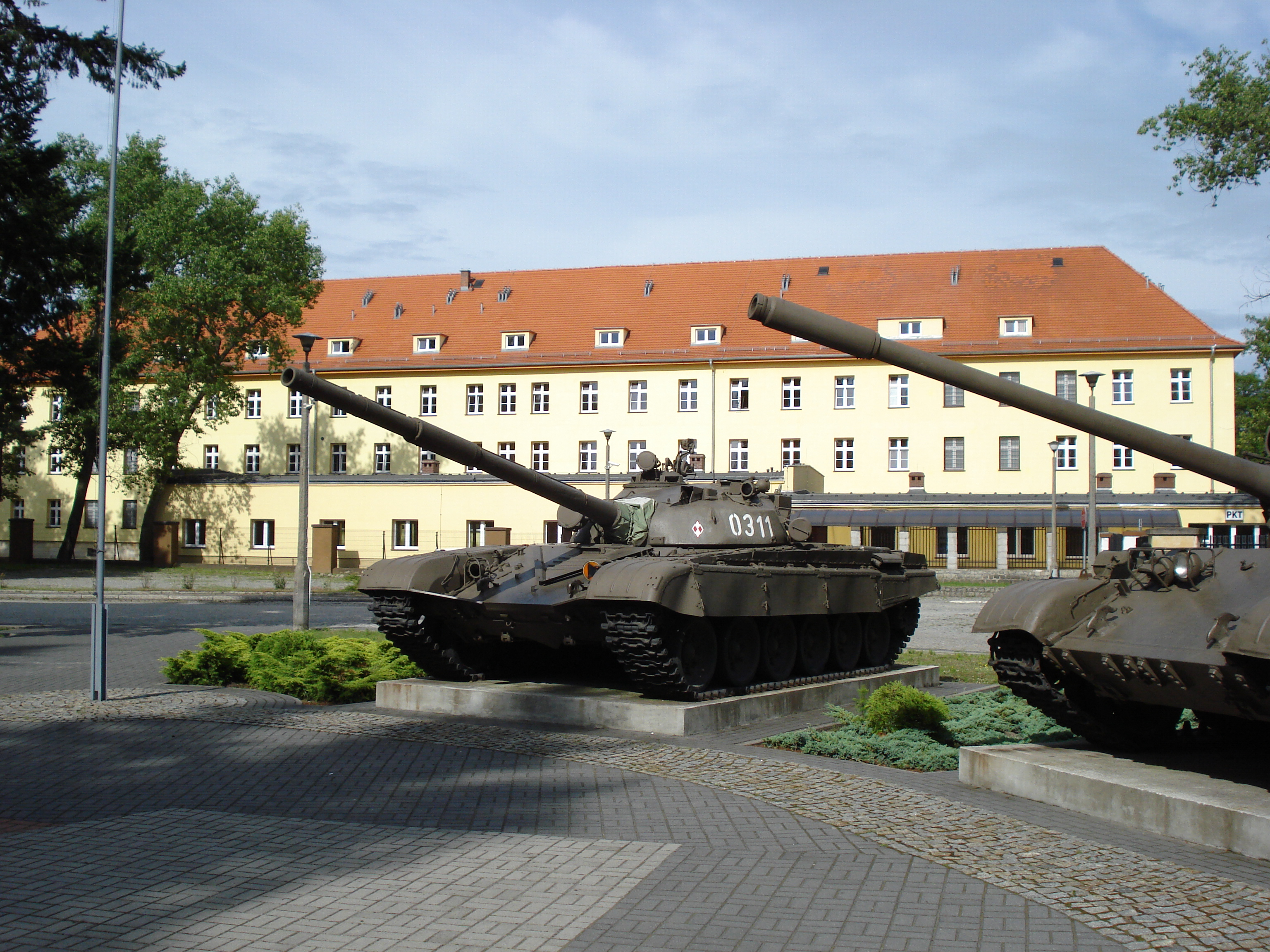
Czołg T-72 w tle koszar gen. broni Zygmunta Sadowskiego w Żaganiu.

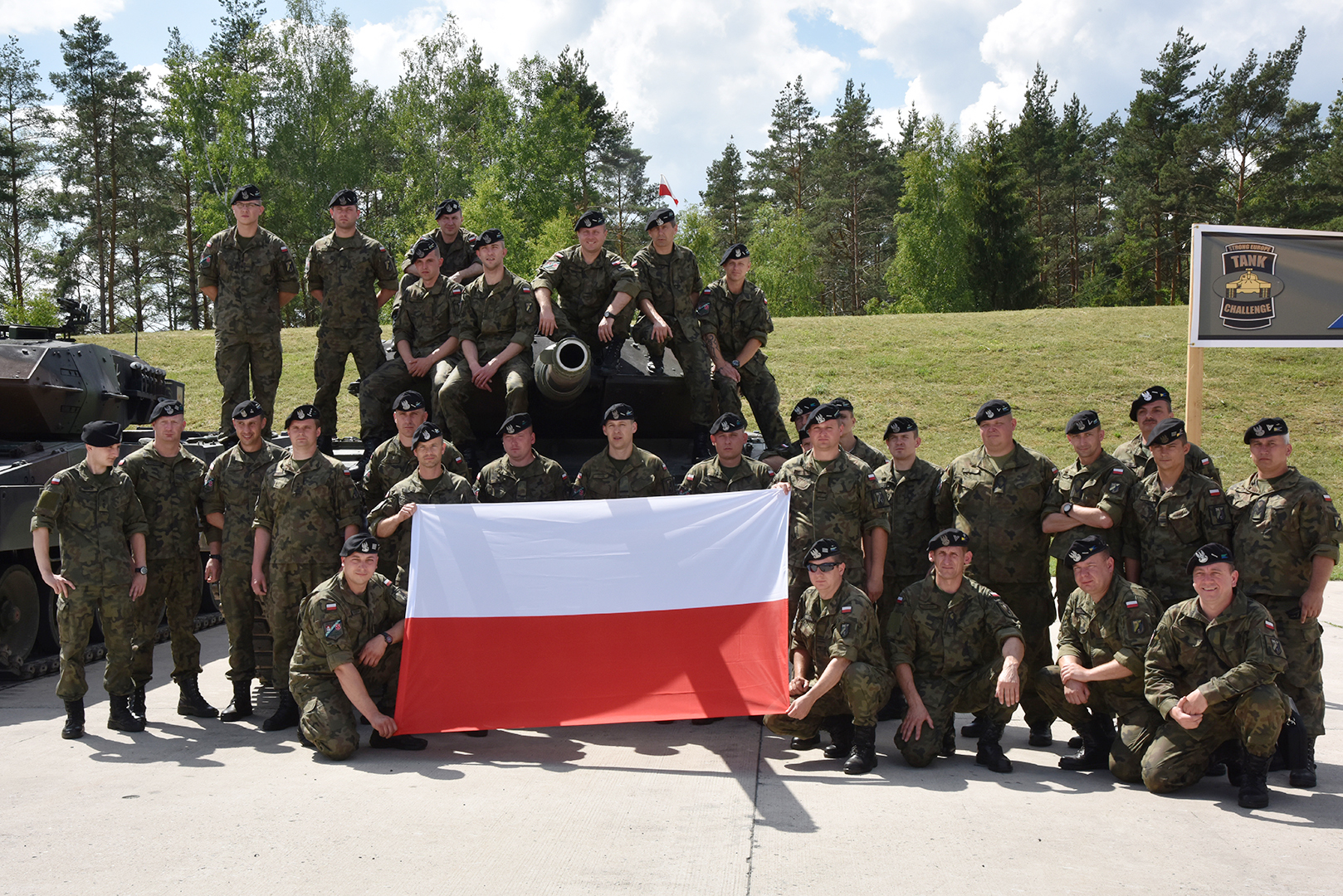
Żołnierze brygady w 2018

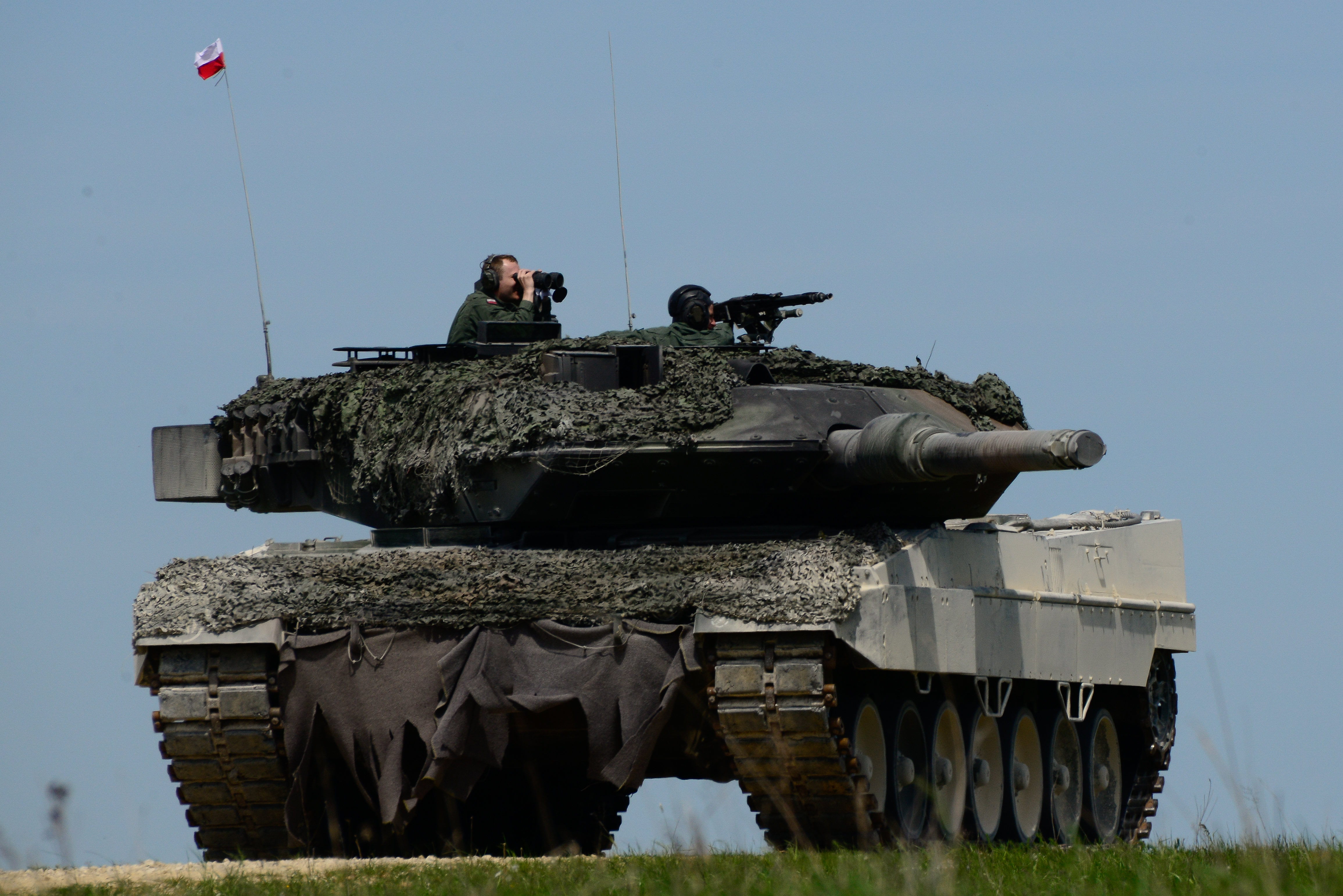
Leopard 2A5 brygady

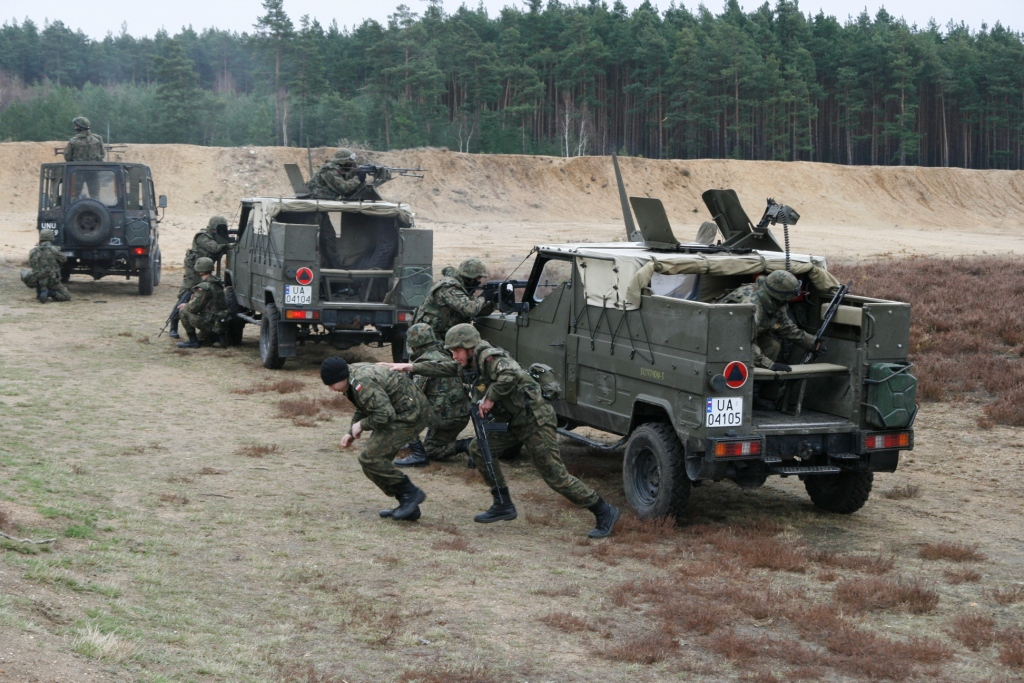
Przygotowanie żołnierzy 34 BKPanc do VIII zmiany PKW Afganistan

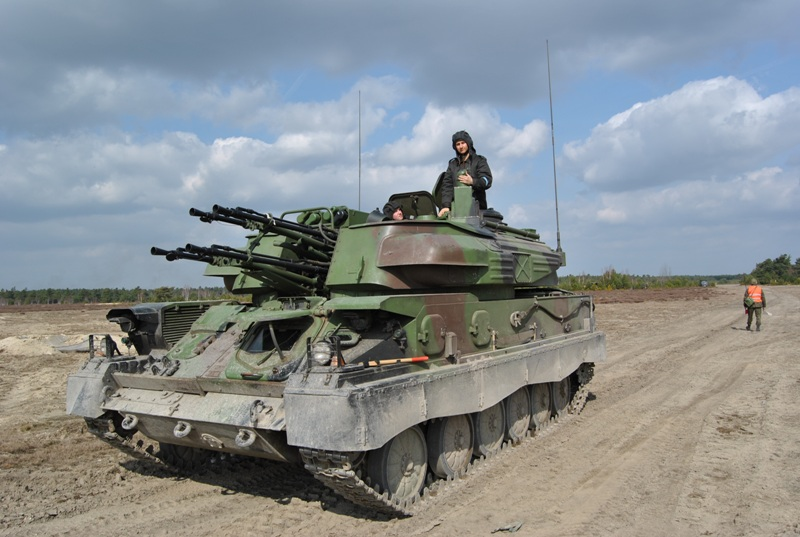
Strzelanie ZSU-23-4MP Biała z 34 BKPanc w Żaganiu, 2010

34 Brygada Kawalerii Pancernej im. Hetmana Wielkiego Koronnego Jana Zamoyskiego (34 BKPanc) – związek taktyczny wojsk pancernych Sił Zbrojnych RP .
Brygada została sformowana w 1995 w wyniku przeformowania 89 pułku zmechanizowanego. Jednostka stacjonuje w garnizonie Żagań i wchodzi w skład 11 Lubuskiej Dywizji Kawalerii Pancernej im. Króla Jana III Sobieskiego.

## Rodowód i tradycje
Rodowód jednostki związany jest bezpośrednio ze zmaganiami wojennymi 4 Brygady Pancernej, której formowanie rozpoczęto 1 sierpnia 1944. W drugiej połowie września 1945 brygada przeformowana została na etat pokojowy o zmniejszonym stanie osobowym. W następnym miesiącu rozformowany został 1 Drezdeński Korpus Pancerny, a 4 BPanc. dyslokowana do Tarnowa i podporządkowana dowódcy Okręgu Wojskowego Nr V w Krakowie.
W lutym 1946 4 BPanc. przeformowana została w 8 pułk czołgów. W następnym roku jednostka została dyslokowana do Żurawicy i wzięła udział w akcji „Wisła”. 30 marca 1949 oddział otrzymał nazwę wyróżniającą „Drezdeński”.
W maju tego roku przeniesiony został do Żagania, do kompleksu koszarowego przy ulicy Szosa Żarska (poniemieckie koszary Wielkiego Elektora wybudowane przed II wojną światową dla 8 Brygady Pancernej i 15 pułku pancernego ze składu 5 DPanc., obecnie koszary im. gen. broni Zygmunta Sadowskiego), podporządkowany dowódcy 11 Zmotoryzowanej Dywizji Piechoty i przeformowany w „8 Drezdeński Pułk Czołgów Średnich”. W tym samym czasie do jednostki przybyły z Opola działa samobieżne SU-85 wraz z załogami z rozformowanego 24 Drezdeńskiego Pułku Artylerii Pancernej.
W 1952 ze składu pułku wyłączony został batalion dział pancernych, na bazie którego sformowano 17 pułk artylerii pancernej. W 1957, w terminie do 15 sierpnia, jednostka przeformowana została w 8 Drezdeński pułk czołgów i artylerii pancernej. 
3 sierpnia 1958 jednostka otrzymała sztandar nadany przez Radę Państwa. Sztandar wręczył szef Sztabu Śląskiego Okręgu Wojskowego gen. bryg. Włodzimierz Kopijkowski. W dniach 4–10 maja 1959 8 pczap i 42 pz poddana zostały inspekcji, w trakcie której były wizytowane przez gen. dyw. Zygmunta Duszyńskiego, ówczesnego wiceministra obrony narodowej i gen. dyw. Czesława Waryszaka, dowódcę ŚOW. Oba pułki zdały inspekcję na ocenę dobrą.
Na początku 1962 8 pczap przeformowany został w „8 Drezdeński pułk czołgów średnich”. Na przełomie 1964 i 1965 jednostka otrzymała na wyposażenie czołgi T-55. W 1967 dzień 22 kwietnia ustanowiony został dorocznym świętem jednostki.
W 1968 jednostka wzięła udział w operacji „Dunaj”. W sierpniu 1979 pułk, jako pierwszy w LWP otrzymał czołgi T-72. W celu szybkiego wdrożenia nowego modelu czołgu sformowano eksperymentalnie 6 kompanię pod dowództwem por. Tomczaka (był to częściowo skadrowany pododdział liczący 48 żołnierzy, w tym 32 zawodowych). Część kadry przeszkolona została uprzednio w ZSRR. Latem 1979 na poligonie drawskim kompania zaprezentowana została Edwardowi Gierkowi, I sekretarzowi KC PZPR. 13 grudnia 1981 po wprowadzeniu stanu wojennego pułk rozmieszczono we Wrocławiu i pozostawał w nim do 9 stycznia 1982. W 1983 pułk przeformowany został na nowy etat. Strukturę kompanijną zastąpiono batalionową. W 1984 wszystkie pododdziały czołgów otrzymały czołgi T-72. Jednostka jako pierwsza w SZ PRL zaczęła realizować zadania pułku czołgów T-72.
W 1990 jednostka została przeformowana w 99 Drezdeński pułk zmechanizowany. We wrześniu 1991 pułk pozbawiony został nazwy wyróżniającej „Drezdeński”.
Decyzją Ministra Obrony Narodowej Nr 12/MON z dnia 22 kwietnia 1992 oddział przemianowany został na 89 pułk zmechanizowany oraz przyjął dziedzictwo tradycji:
- 8 i 9 Batalionów Strzeleckich (1831)
- 8 i 9 Batalionów Strzeleckich (1939)
- 8 Batalionu Pancernego (1934–1939)
- 8 Batalionu Strzelców Brabanckich (1942–1947)
- 9 Batalionu Strzelców Flandryjskich (1943–1947)

W 1995 pułk został przeformowany w 34 Brygadę Kawalerii Pancernej i jako pierwszy w SZ RP otrzymał na uzbrojenie nowe czołgi PT-91. 12 września tego roku pancerni otrzymali nowy sztandar ufundowany przez społeczeństwo Żagania.
Brygada kontynuuje tradycje 3 Brygady Strzelców 1 Dywizji Pancernej gen. broni Stanisława Maczka i 4 Brygady Pancernej 1 Drezdeńskiego Korpusu Pancernego. Z połączenia cyfr 3 i 4 powstał dzisiejszy numer jednostki 34.
Od dnia 29 lipca 2004 patronem brygady jest hetman wielki koronny Jan Zamoyski.
Odznaka pamiątkowa i oznaka rozpoznawcza 34 Brygady zostały wprowadzone Decyzją Ministra Obrony Narodowej Nr 64/MON z dnia 31 grudnia 2007 r.. na mocy tej samej decyzji potwierdzono żołnierzom jednostki wojskowej prawo noszenia do mundurów galowych sznura Fourragere.
Z dniem 30 maja 2008 1 batalion czołgów przejął dziedzictwo tradycji 8 batalionu strzelców brabanckich 3 Brygady Strzelców i przyjął nazwę wyróżniającą „brabancki”, a 2 batalion czołgów przejął dziedzictwo tradycji 9 batalionu strzelców flandryjskich 3 Brygady Strzelców i przyjął nazwę wyróżniającą „Flandryjski”.
Z dniem 3 grudnia 2008 dywizjon artylerii samobieżnej przejął dziedzictwo tradycji 24 pułku artylerii samobieżnej z lat 1944–1947 i 24 Drezdeńskiego pułku artylerii pancernej z lat 1947–1949 oraz przyjął nazwę wyróżniającą „Drezdeński”.
15 kwietnia 2011 na placu przed siedzibą 34 Brygady Kawalerii Pancernej odsłonięto odlany z brązu pomnik gen. broni Tadeusza Buka.
W 2014 Brygada otrzymała na uzbrojenie czołgi Leopard 2A5.

Insygnia
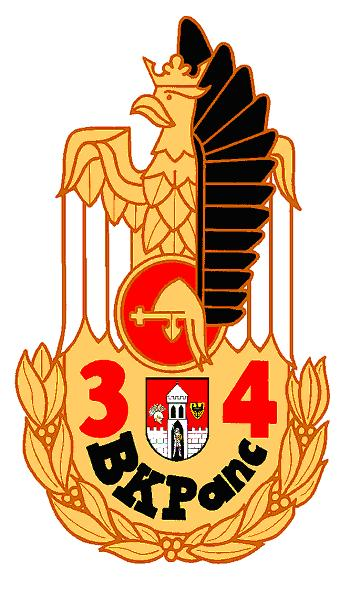
Odznaka pamiątkowa
Oznaka rozpoznawcza
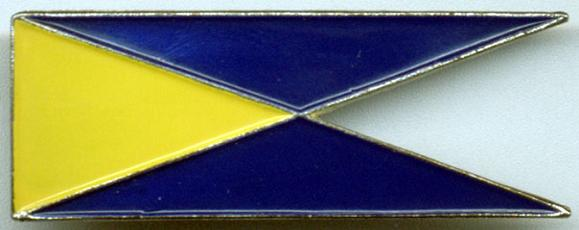
Proporczyk na beret

## Struktura organizacyjna i uzbrojenie
- Dowództwo i sztab
- batalion dowodzenia (1 i 2 kompania dowodzenia, kompania logistyczna, pluton chemiczny)
- 1 Brabancki batalion czołgów
- 2 Flandryjski batalion czołgów
- batalion zmechanizowany
- Drezdeński dywizjon artylerii samobieżnej
- dywizjon przeciwlotniczy
- kompania saperów
- kompania rozpoznawcza
- batalion logistyczny

Podstawowym uzbrojeniem brygady były do 2014 r. czołgi PT-91 Twardy, bojowe wozy piechoty BWP-1, samobieżne haubice 2S1 Goździk, zestawy przeciwlotnicze ZSU-23-4MP Biała.
Od połowy 2014 następowało przezbrajanie na czołgi Leopard 2 A5 pochodzące z nadwyżek niemieckich, a od 2018 r. przezbrajanie na czołgi T-72M1.

## Dowódcy jednostki
- ppłk Jan Wereszczagin (p.o. 18 VIII – 25 X 1944)
- ppłk Paweł Stupin (25 X 1944 – 17 IV 1945, ciężko ranny)
- ppłk Jan Wereszczagin (17 IV 1945 – 1946)
- Michał Syrow (1946–1947)
- ppłk Witold Michałowski (1947–1948)
- mjr Józef Karlinowski (1948–1951)
- ppłk Jan Żakiewicz (1951–1954)
- mjr Władysław Nowak (1954–1955)
- mjr Mieczysław Wyszatycki (1955–1956)
- mjr Stanisław Banaszak (1956–1959)
- ppłk dypl. Mieczysław Wyszatycki (1959–1963)
- ppłk dypl. Józef Krasowski (1963–1964)
- mjr dypl. Aleksy Sułek (1964–1966)
- ppłk dypl. Czesław Tyński (1966–1968)
- ppłk dypl. Romuald Królak (1968–1971)
- ppłk dypl. Zdzisław Anioł (1971–1974)
- mjr dypl. Jarosław Bielecki (1974–1976)
- mjr dypl. Jerzy Kufel (1976–1978)
- mjr dypl. Witold Nehring (1978–1979)
- mjr dypl. Leon Komornicki (1979–1984)
- mjr dypl. Zbigniew Jabłoński (1984–1986)
- mjr dypl. Andrzej Bilewicz (1987)
- mjr dypl. Piotr Makarewicz (1987–1989)
- mjr dypl. Janusz Paczkowski (1989–1990)
- ppłk dypl. Zbigniew Malik (1990–1993)
- ppłk dypl. Andrzej Solnica (1993–1998)
- płk dypl. Bogusław Gawęda (1998–2001)
- płk dypl. Andrzej Kuśnierek (2001–2003)
- gen. bryg. Tadeusz Buk (2003–2005)
- gen. bryg. Zdzisław Antczak (2005–2007)
- gen. bryg. Andrzej Sobieraj (2007–2011)
- płk Krzysztof Pokropowicz (2011–2017)
- płk dypl. Dariusz Lewandowski (2017–2019)
- płk Piotr Franciszek Zieja (2019–2020)
- płk Marcin Adamski (2020[15]-2023)
- płk Jerzy Biryłko (2023-)

## Przekształcenia
4 Brygada Pancerna (1944–1946) → 8 Drezdeński pułk czołgów (1946–1949) → 8 Drezdeński pułk czołgów średnich (1949–1957) → 8 Drezdeński pułk czołgów i artylerii pancernej (1957–1962) → 8 Drezdeński pułk czołgów średnich (1962–1990) → 99 Drezdeński pułk zmechanizowany (1990–1991) → 99 pułk zmechanizowany (1991–1992) → 89 pułk zmechanizowany (1992–1995) → 34 Brygada Kawalerii Pancernej (od 1995)